# Zerodium
Zerodium is een Amerikaans bedrijf voor computerbeveiliging, opgericht in 2015 en gevestigd in Washington D.C.. De bedrijfsactiviteiten bestaan uit het ontwikkelen en verwerven van zero-day exploits die door interne of externe beveiligingsonderzoekers zijn ontdekt, en het rapporteren van dat onderzoek, samen met beschermende maatregelen en beveiligingsaanbevelingen, aan zijn cliënteel. Dat bestaat, naar eigen zeggen, uitsluitend uit een beperkt aantal overheden, voornamelijk inlichtingendiensten en beveiligingsbedrijven.
Het bedrijf heeft naar verluidt meer dan 1.500 onderzoekers en betaalde van 2015 tot 2021 meer dan $50.000.000 aan premies uit.
Zerodium werd op 23 juli 2015 gelanceerd door de oprichters van VUPEN, een voormalig Frans bedrijf voor computerbeveiliging met gelijksoortige doeleinden. Hoewel ook andere bedrijven zoals Raytheon en ManTech spyware voor inlichtingendiensten aanleveren, was Zerodium het eerste bedrijf dat een volledige prijslijst voor zero-days uitbracht, met bedragen variërend van $5.000 tot $1.500.000 per exploit. Zo werd in 2021 tot $300.000 geboden voor het hacken van WordPress, $100.000 voor Pidgin of VMware vCenter Server, $50.000 voor ISPConfig, of $25.000 voor Moodle,